# Хиацинт Граф Щрахвиц фон Грос-Цаухе унд Каминец
Хиацинт Граф Щрахвиц фон Грос-Цаухе унд Каминец (на немски: Hyazinth Graf Strachwitz von Gross-Zauche und Camminetz) е немски офицер и танков ас. Щрахвиц участва в Първата световна война, но става известен с командването си на бронетанкови части през Втората световна война.

## Биография

### Ранен живот и постъпване в армията
Щрахвиц е роден на 30 юли 1893 г. в Камиен Сласки, Горна Силезия, Германска империя. Семейството му се числи към силезката аристокрация и притежава големи имоти, включително семейния замък в Камиен Сласки. Според семейната традиция, бивайки първороден син и наследник на титлата граф Щрахвиц, той е кръстен на светеца от 12 век – Свети Хиацинт.
Когато навършва пълнолетие, Щрахвиц е изпратен в Берлин, за да получи пруско военно обучение. След няколко години обучение и тренировки той е допуснат до елитния кавалерийски гвардейски полк, основан от пруския крал Фридрих II през 1740 г. и считан за най-престижното назначение в имперската германска армия. Негов патрон е император Вилхелм II.
Щрахвиц продължава обучението си във военната академия в Личтерфелд, където набляга на спортните мероприятия, особено конен спорт, фехтовка и лека атлетика. Той е отличен атлет и се превръща в обещаващ кандидат за Олимпийските игри през 1916 година. Началото на Първата световна война унищожава тази възможност, тъй като Щрахвиц и останалата част на германската армия е мобилизирана и започва да се придвижва на запад.

### Първа световна война (1914 – 1918)
През август 1914 г. Щрахвиц е лейтенант в гвардията. Само след няколко седмици военни операции, той е награден с ордена „Железен кръст“ II и I степен за проявена смелост по време на битка. В края на 1914 г., той води операция зад френските линии. След седмица на унищожения във вражеския тил, Щрахвиц е пленен от французите. Тъй като носи цивилни дрехи, той е осъден на смърт. Присъдата е отменена и той е изпратен в лагер за военнопленници в южна Франция.

### Междувоенен период
След капитулацията на Германия, Щрахвиц е репатриран, но се завръща у дома в Германия изобилстваща от граждански вълнения. Страхувайки се от комунистка революция, той се присъединява към доброволческите отряди (на немски: Freikorps) в горна Силезия и участва в няколко улични битки срещу комунистите. Щрахвиц остава в армията, сега наричана Райхсвер. Той служи като офицер от запаса в 7-и каралерийски полк по време на 20-те и началото на 30-те години. През 1934 г. Щрахвиц присъства на демонстрацията на новите моторизирани и механизирани части. Той подава молба за прехвърляне в бронетанковите части и през 1935 г. е изпратен в Айзенах, за да стане част от формиращия се 2-ри бронетанков полк. Впоследствие той се превръща в основата на 1-ва танкова дивизия. Щрахвиц, до този момент вече е с ранг майор, е натоварен с командването на 1-ви батальон.

### Втората световна война (1939 – 1945)
След началото на войната през септември 1939 г., Щрахвиц служи с 1-ва танкова дивизия по време на Полската кампания и Битката за Франция. След това участва в Операция Марита, кампанията на Балканите. По време на тази кампания, той участва в настъплението към Белград, биейки се заедно с пехотен полк „Велика Германия“. В първите кампании на войната Щрахвиц се отличава и през май 1941 г. е повишен до ранг оберст.
При сформирането на новите танкови дивизии, преди началото на операция „Барбароса“, Щрахвиц е прехвърлен заедно с 2-ри танков полк и получава командването на 1-ви батальон, сега вече част от 16-а танкова дивизия. На 22 юни 1941 г. започва операция „Барбароса“.
16-а танкова дивизия получава заповед да подкрепи плацдарма при река Буг държан от мотоциклетния батальон на дивизията, който е под силна атака. Батальона под командването на Щрахвиц е екипиран с потопяеми танкове, проектиране за изоставената операция „Морски лъв“ (Seelöwe). В 4:30 часа на 22 юни, танковете под негово командване, под вражески огън от другия бряг, навлизат в реката. След напълно потапяне те излизат от другата страна и атакуват противника, като скоро разчистват района и укрепват плацдарма. Щрахвиц със своя танк Panzer III изпреварва своите части и атакува съветски конвой с боеприпаси, унищожавайки над триста превозни средства и няколко руски артилерийски батареи. За участието си в тази акция той е награден с „Рицарски кръст“.

#### „Панцерграф“
През кампанията Щрахвиц показва огромен талант в командването на танковете. До такава степен, че частите под негово командване му дават прякора „Панцерграф“ (на немски: der Panzergraf). По-късно 16-а танкова дивизия става част от 6-а армия на ген. Фридрих Паулус, която е обградена край Сталинград в края на 1942 година. До този момент Щрахвиц вече е командир на целия 2-ри танков полк. По време на сражение при северния фланг на чувала, неговата част унищожава 105 танка Т-34. Скоро след това Щрахвиц е тежко ранен и е прехвърлен извън обкръжението със самолет. За своите действия той е награден с Дъбови листа към Рицарския кръст.

#### Танков полк „Велика Германия“ и повишение до генерал
През януари 1943 година той получава командването на танков полк „Велика Германия“ от танкова-гренадирска дивизия „Велика Германия“. Той командва полка по време на трета битка при Харков, където се бият един до друг с СС-Групенфюрера Паул Хаусер командващ 2-ри СС корпус. За действията си в тези битки Щрахвиц бива награден с Мечове към Рицарския кръст. През ноември Щрахвиц напуска „Велика Германия“ под предлог здравни проблеми, въпреки че много ветерани смятат за истинска причина обтегнатите отношения между него и Валтер Хоернлейн.
След месец отпуск по болест Щрахвиц е привикан на активна служба и е повишен до ранг генерал-майор. Поема за кратко командването на 1-ва танкова дивизия. През това време той получава ранга бригаденфюрер. Щрахвиц става член на Националсоциалистическа германска работническа партия преди войната (партиен номер 1405562) и също така на Алгемайне СС (СС номер 82857). Хайнрих Химлер, който е начело на СС, обикновено е раздавал на изтъкнати хора като Щрахвиц високи СС рангове, за престиж и за да поддържане на контакти между тях.

#### Последни битки
В края на 1944 г. Щрахвиц се завръща на активна служба, въпреки факта че все още страда от последиците от тежка катастрофа. Той е повишен до генерал-лейтенант през януари 1945 година и получава заповедта да организира противотанкова бригада базирана в Бед Кудова. Тази бригада, наречена противотанкова бригада „Горна Силезия“, е със специална формация от различни единици, които в по-голямата си част са слабо подготвени и екипирани. Те получават задачата да защитават Горна Силезия (от там е и името на бригадата). Щрахвиц командва бригадата в голям брой безнадеждни сражения, унищожавайки стотици противникови танкове и превозни средства. През април 1945 г. води успешен пробив, след като е обкръжен от руснаците в Чехословакия, към контролираната от американците област Бавария, където се предава заедно с хората под негово командване. По време на войната Щрахвиц губи по-малкия си син в боевете на германо-съветския фронт, по-големия син, въпреки че е тежко ранен, преживява войната. Освен тях той има и дъщеря. Скоро след като се предава жена му загива при катастрофа. Той се жени повторно и има двама сина и две дъщери от втората си жена.

### Следвоенни години
След като прекарва известно време като военнопленник на Щрахвиц е предложен поста на съветник към Сирийската армия. Той приема тази позиция, но след преврата срещу кралското семейство през 1951 г. Щрахвиц се връща обратно в Западна Германия. Установява се в Уинкл/Грабенстат в Бавария, където живее до смъртта си през април 1968 г. Въоръжените сили на ГФР осигуряват почетна стража на неговото погребение, като знак на уважение. „Панцерграфът“ е погребан в селището Грабенщат.

## Военна декорация
| - Германска „Танкова значка“ (?) – златна (IV степен) - Орден „Германски кръст“ (1943) – златен (29 май 1943) - Германска „Значка за раняване“ (?) – златна (?) - Германски орден „Железен кръст“ (1914) – II (?) и I степен (?) - Рицарски кръст с дъбови листа, мечове и диаманти | - - Носител на Рицарски кръст (25 август 1941) - Носител на Дъбови листа № 144 (13 ноември 1942) - Носител на Мечове № 27 (28 март 1943) - Носител на Диаманти № 11 (15 април 1944) |